# Páder Petra
Páder Petra (Sopron, 1985. november 3. –) magyar színésznő.

## Életpályája
Már gimnazistaként szerepelt a Soproni Petőfi Színház előadásaiban. Érettségije után előbb a Keleti István Szakközépiskolában, az Operettszínház, majd a Nemzeti Színház stúdiójában tanult.
2008 óta játszik a Budaörsön, 2015-től a Budaörsi Latinovits Színház tagja.
A 2014/2015-ös évadban a dunaújvárosi Bartók Béla Kamaraszínház tagja volt.
2012-ben a Budapesti Kommunikációs Főiskolán diplomázott. 2013–2016 között a Színház- és Filmművészeti Egyetem drámainstruktor szakos hallgatója volt.

## Fontosabb színházi munkái
- I. L. Caragiale: Karnebál (Álarcos nő) - 2018/2019
- Cziglényi Boglárka: Fény presszó (Nő) - 2017/2018
- Thornton Wilder: A házasságszerző (Pincérnő, Házvezetőnő, Szakácsnő) - 2017/2018
- John Steinbeck: Egerek és emberek (Curley felesége) - 2017/2018
- Lev Tolsztoj: A sötétség hatalma (Marina) - 2017/2018
- Mihail Jurjevics Lermontov: Álarcosbál (Stral bárónő) - 2016/2017
- Karel Čapek: A fehér kór (Tanársegéd) - 2016/2017
- Örkény István: Macskajáték (Ilus) - 2016/2017
- Thomas Middleton – William Rowley: Maskarák (Diaphanta, Beatrice komornája) - 2016/2017
- Alfonso Paso: Hazudj inkább, kedvesem! (Rosa) - 2016/2017
- Magyar állapotok (Szereplő) - 2015/2016
- Friedrich Dürrenmatt: A nagy Romulus (Theodorich, unokaöccs) - 2015/2016
- Carlo Collodi - Litvai Nelli: Pinokkió (Macska) - 2015/2016
- William Shakespeare: Rómeó és Júlia (Montaguené) - 2015/2016
- Kacsóh Pongrác – Bakonyi Károly – Heltai Jenő: János vitéz (Iluska) - 2015/2016
- Vajda Katalin: Anconai szerelmesek (Lucia, a leánya ) - 2014/2015
- Örkény István: Kulcskeresők (Katinka) - 2014/2015
- Hubay Miklós: Ők tudják, mi a szerelem (Szobalány) - 2014/2015
- Hamvai Kornél: Sztálinváros (Sütőné Manci, igazgatóné) - 2014/2015
- 100 év orfeum (Petra) - 2013/2014
- Ízlések és pofonok (Szereplő) - 2013/2014
- Max Frisch: Játék az életrajzzal (Helen) - 2013/2014
- Szép Ernő: Vőlegény (Mariska, Papa és Anya lánya) - 2012/2013
- Fehér Klára: Mi, szemüvegesek (Szigorú Rozál) - 2012/2013
- Szabó T. Anna – Dés András: Borsószem és a többiek (Tüllfodor) - 2012/2013
- Békeffi István – Lajtai Lajos: A régi nyár (Lulu, a revüszínház görlje) - 2011/2012
- I love musical (Szereplő) - 2011/2012
- Szabó T. Anna: A fűszermadár (Napsugár) - 2010/2011

## Filmes és televíziós szerepei
- Tűzvonalban (2008)
- Presszó (2008)
- Hacktion: Újratöltve (2013)
- Válótársak (2016)
- 200 első randi (2018)
- Nofilter (2019)
- Drága örökösök (2019)
- Mintaapák (2019)
- Mellékhatás (2020)
- Pesti balhé (2021)
- Frici & Aranka (2022) ...Kosztolányiné, Harmos Ilona
- A besúgó (2022)
- Apatigris (2023)
- Brigi és Brúnó (2023)
- …a szomszéd tehene (2024)